# جيم دينيسون
جيم دينيسون (بالإنجليزية: Jim Dennison)‏ هو لاعب كرة قاعدة أمريكي، ولد في 5 فبراير 1938.